# Calycopis guzanta
Calycopis guzanta är en fjärilsart som beskrevs av Sebs. Calycopis guzanta ingår i släktet Calycopis och familjen juvelvingar. Inga underarter finns listade i Catalogue of Life.